# 杉山真喜人
杉山 真喜人（すぎやま まきと、1962年8月16日 - ）は、日本のアナウンサー、ナレーター。
熊本県出身。TBSコンテンツ事業局勤務。上智大学外国語学部比較文化学科卒業。TOEIC965点。国連英検特A級取得。
ナレーターとしては渋い低音が魅力で、CM・ビデオの日本語・英語を担当する。

## 略歴
フランシス・コッポラとジョージ・ルーカスが共同プロデューサーの日米合作映画『MISHIMA』監督付アシスタントを経験後、1988年4月、TBSに一般職採用で入社、報道局報道アナウンス部に配属されアナウンサー24期生として放送界にデビュー（同期には香川恵美子・清原正博・佐古忠彦・向井政生）、ニュース・報道系アナウンサーとして報道を担当。1991年に報道局国際ニュースセンターに異動し外信部記者、海外取材、ディレクター、プロデューサー等を担当する。1995年にコンテンツ事業局に異動、コンテンツ海外販売、『SASUKE』、『加トちゃんケンちゃんごきげんテレビ』『痛快なりゆき番組 風雲!たけし城』、『しあわせ家族計画』、『未来日記』等のフォーマット、メディア・国際関連事業、著作権団体、政府省庁交渉等を担当する。

## CM
- HONDA
  - ステップワゴン
    - 「Spot Light」篇（2013年）ナレーター[7]
    - 「ARROW」篇（2015年）ナレーター[8]

  - EARTH DREAMS セダンシリーズ「未来を変えろ。ACCORD」篇（2013年）ナレーター[9]